# Варпоси
Варпо́си (чув. Варпуç) — деревня в Чебоксарском районе Чувашской Республики. Входит в состав Вурман-Сюктерского сельского поселения.

## География
Находится в северной части Чувашии, на расстоянии приблизительно 15 км на запад-северо-запад по прямой от районного центра поселка Кугеси.

## История
Известна с 1858 года как околоток деревни Шебашкар (ныне не существует) с 29 дворами и 148 жителями. В 1906 году учтено 47 дворов, 272 жителя, в 1926 — 69 дворов, 309 жителей, в 1939—265 жителей, в 1979—221, в 1989—179. В 2002 году было 75 дворов, в 2010 — 53 домохозяйства. В период коллективизации был образован колхоз им. Крупской, в 2010 году действовал СХПК «Атăл».

## Население
Постоянное население составляло 155 человек (чуваши 97 %) в 2002 году, 155 в 2010.